# Alissa Firsova
Pour les articles homonymes, voir Alissa (homonymie) et Firsova.
Alissa Firsova (Алисса Фирсова), née le 24 juillet 1986 est une compositrice, pianiste et chef d'orchestre russo-britannique.

## Biographie
Née à Moscou, ses parents sont les compositeurs Elena Firsova et Dmitri Smirnov. Ils déménagèrent au Royaume-Uni en 1991.
En 2001, elle remporta à 15 ans le prix des jeunes compositeurs BBC/Guardian/Proms avec sa pièce pour piano Les Pavots. Cette victoire faisait suite à des ateliers avec Leonard Slatkin, Mark-Anthony Turnage, Fraser Trainer et Sally Beamish ainsi qu'une radiodiffusion sur BBC Radio 3 des Pavots jouée par Alissa elle-même.
Elle est sortie diplômée de la Purcell School (en) comme compositrice et pianiste en 2004 et de la Royal Academy of Music comme pianiste en 2009 ; elle suivit des cours de direction avec Paul Brough (en).
En 2009, elle suivit le cours de direction post-universitaire à la Royal Academy of Music sous la tutelle de Colin Metters (en).
Elle a étudié le piano avec Tatiana Kantorovich, Valéria Szervánszky (en), James Gibb, Simon Mulligan, Hamish Milne (en), Ian Fountain et Stephen Kovacevich. Elle a suivi des cours de composition de Jeoffrey Sharkey, Richard Dubugnon, Jonathan Cole (en) et Simon Speare. Elle a participé à des ateliers dirigés par les compositeurs Nicholas Maw, Simon Holt, Anthony Gilbert (en), David Bedford, David Matthews et Mark-Anthony Turnage.
Elle a fait ses débuts au Wigmore Hall en mai 2009, puis ses débuts au Royal Albert Hall en jouant Les Noces de Stravinsky lors des Proms en août 2009. Son morceau Bach Allegro, commandé par les Proms BBC, a été créé au Royal Albert Hall en août 2010, par le Royal Philharmonic Orchestra, sous la direction d'Andrew Litton.

## Œuvres
- Op. 1, Les Pavots, pour piano solo
- Op. 2, Strength Through Joy, pour orchestre symphonique
- Op. 3, Three Pieces, pour violoncelle et piano
- Op. 4, The Entire City, pour quatuor à cordes
- Op. 5, I tell you the truth, today you will be with me in heaven, pour ensemble de vents et à cordes
- Op. 6, Rhapsody, pour violon solo
- Op. 7, Lyrisches Stuck, pour alto et piano
- Op. 8, Prophet, for mixed chorus
- Op. 9, Expressions, pour clarinette et piano
- Op. 11, The Endless Corridor, pour piano
- Op. 12, Birth of Remembrance, pour flûte, clarinette, violon et violoncelle
- Op. 13, Lune Rouge, for piano
- Op. 14, Age of Reason, pour quatuor à cordes
- Op. 15, Celebration, pour clarinette, flûte, violon et violoncelle
- Op. 16, Tamaris, pour deux violoncelles
- Op. 17, Bluebells, pour piano solo, clarinette, cor, quatuor à cordes et percussions, string quartet and percussion (troisième mouvement du Family Concerto, en mémoire de Dmitri Chostakovitch)[1]
- Op. 18, Paradiso, pour quatuor à cordes (troisième mouvement de la Divine Comedy – projet familial)[2]
- Op. 19, Freedom, concerto pour Clarinette
- Op. 20, Zhivago Songs, sur des poèmes de Boris Pasternak pour voix et piano
- Op. 21, Moonlight over the Sea, basé sur la peinture de Munch, pour violon solo
- Op. 22, Chateau de Canisy, pour voix et piano
- Bach Allegro, pour grand orchestre symphonique (transcription du troisième mouvement de la troisième sonate pour viole de gambe, BWV 1029, de Bach).

## Source
- (en) Cet article est partiellement ou en totalité issu de l’article de Wikipédia en anglais intitulé « Alissa Firsova » (voir la liste des auteurs).